# George A. Neeley

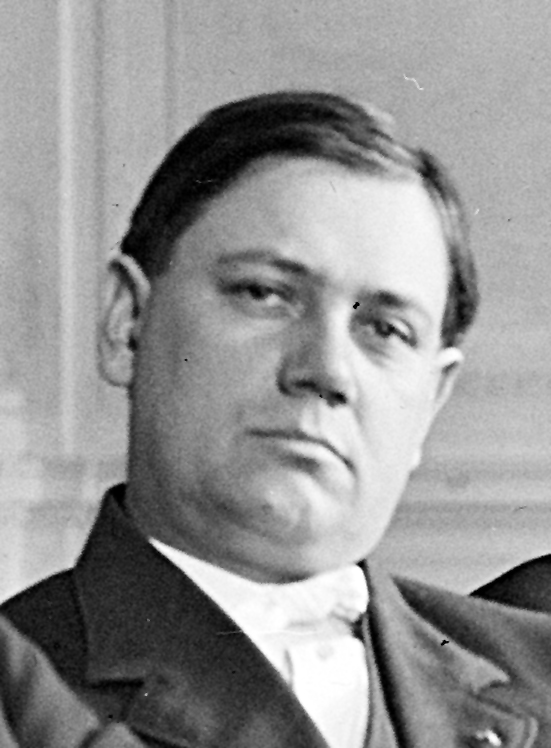
George A. Neeley (1912)

George Arthur Neeley (* 1. August 1879 in Detroit, Pike County, Illinois; † 1. Januar 1919 in Hutchinson, Kansas) war ein US-amerikanischer Politiker. Zwischen 1912 und 1915 vertrat er den siebten Wahlbezirk des Bundesstaates Kansas im US-Repräsentantenhaus.

## Werdegang
George Neeley besuchte die öffentlichen Schulen in Joplin (Missouri) und Wellston (Oklahoma). Anschließend studierte er bis 1902 an der Southwestern Baptist University in Jackson (Tennessee). Neeley beendete seine Ausbildung im Jahr 1904 mit einem Jurastudium an der University of Kansas in Lawrence. In den folgenden Jahren arbeitete er als Farmer, Lehrer und Rechtsanwalt.
Politisch war Neeley Mitglied der Demokratischen Partei. Im Jahr 1910 kandidierte er noch erfolglos für den Kongress. Nach dem Tod des Abgeordneten Edmond H. Madison im Jahr 1911 wurde Neeley im siebten Distrikt von Kansas zu dessen Nachfolger im US-Repräsentantenhaus in Washington, D.C. gewählt. Dieses Mandat trat er am 9. Januar 1912 an. Nach einer Wiederwahl bei den regulären Wahlen des Jahres 1912 konnte er bis zum 3. März 1915 im Kongress verbleiben. In dieser Zeit wurden der 16. und der 17. Verfassungszusatz im Kongress beraten und verabschiedet. Dabei ging es um die bundesweite Einführung der Einkommensteuer und die Direktwahl der US-Senatoren. Im Jahr 1914 verzichtete er auf eine weitere Kandidatur für das Repräsentantenhaus. Stattdessen kandidierte er erfolglos für den US-Senat.
Nach dem Ende seiner Tätigkeit in der Bundeshauptstadt hat George Neeley keine höhere politischen Ämter mehr bekleidet. Er starb am 1. Januar 1919 in Hutchinson und wurde in Chandler (Oklahoma) beigesetzt.